# Bengala (pirotècnia)
Una bengala (també anomenada llum de bengala) és un element pirotècnic que produeix una llum molt brillant o intensa sense explosió. S'utilitza per a senyalitzar, il·luminar, com a senyal d'ajut, i com a element defensiu (contramesures), en aplicacions civils i militars. És fàcil observar el seu ús en manifestacions, disturbis o en esdeveniments esportius, tot i la seva prohibició en instal·lacions esportives.
Les bengales produeixen la seva llum per la combustió de material pirotècnic, principalment basat en magnesi, tot i que de vegades poden ser de colors degut a la inclusió de colorants pirotècnics. Les bengales de calci s'utilitzen per a la il·luminació subaquàtica.